# Винхаузен
Винхаузен (нем. Wienhausen) — община в Германии, в земле Нижняя Саксония.
Входит в состав района Целле. Подчиняется управлению Флотведель. Население составляет 4117 человек (на 31 декабря 2010 года). Занимает площадь 40,38 км².
Коммуна подразделяется на 4 сельских округа.
| Год  | Население |
| ---- | --------- |
| 1990 | 3377      |
| 1995 | 3711      |
| 2000 | 4030      |
| 2005 | 4192      |
| 2010 | 4148      |